# Sebastián Battaglia
Pour les articles homonymes, voir Battaglia.
Sebastián Battaglia, né le 8 novembre 1980 à Santa Fe (Argentine), est un footballeur et international argentin évoluant en tant que milieu de terrain à Boca Juniors.

## Biographie
À cause d'une longue blessure subie en 2011, il arrête sa carrière à 32 ans en avril 2013.

## Carrière
- 1998-2003 :  Boca Juniors (102 matchs - 9 buts)
- 2004-2005 :  Villarreal CF (29 matchs - 1 but)
- 2005- :  Boca Juniors (125 matchs - 9 buts)

## Palmarès
- Champion d'Argentine (7) : 1998, 2000, 2003, 2005 & 2008 (Apertura) 1999 & 2006 (Clausura)
- Vainqueur de la Copa Libertadores (4) : 2000, 2001, 2003 & 2007
- Vainqueur de la Coupe intercontinentale (2): 2000 & 2003
- Vainqueur de la Recopa Sudamericana (3) : 2005, 2006 & 2008